# Mont Tappukoppu
Le mont Tappukoppu (多峰古峰山, Tappukoppu-san) est une montagne culminant à 661 m d'altitude dans le parc national de Shikotsu-Tōya en Hokkaidō au Japon. Il surplombe la rive méridionale du lac de cratère Shikotsu.